# 博格级護航航空母艦
博格級護航航空母艦（Bogue class escort carrier）是美國海軍在美國捲入第二次世界大戰後大量建造的一個護航航空母艦級別。
該級艦隻全部是以C3-S-A1貨船（英語：Type C3-class ship）為船身，再於其上加裝機庫和飛行甲板而成。

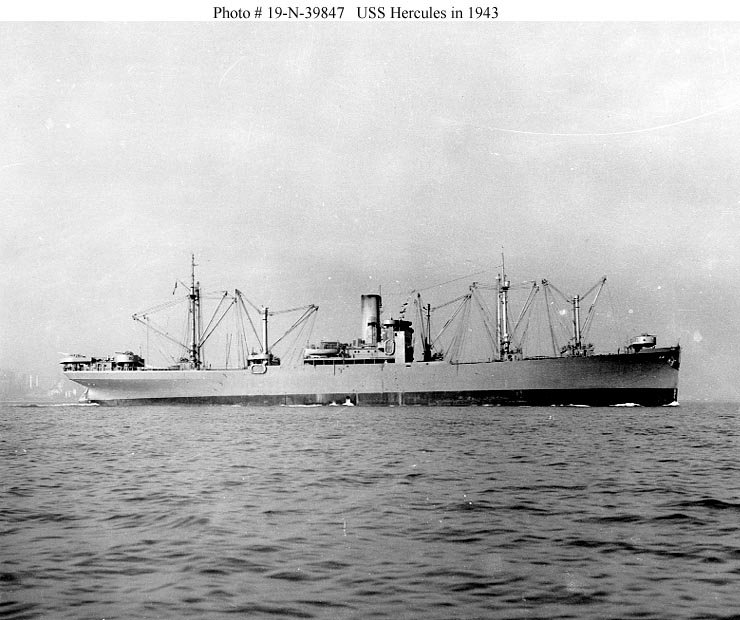
C3-S-A1貨船

美國共完成45艘博格級護航航空母艦的建造，但除了其中的11艘有實際編入美國海軍艦隊服役外，其餘34艘被出租給英國皇家海軍，而成為攻擊者級（Attacker Class）與統治者級（Ruler Class）護航航空母艦。

## 同級艦
完工後實際上被編入美國海軍艦隊的同級艦有下列11艘，包含10艘第一梯次艦，與1艘排水量與武裝稍有不同的第二梯次艦。
- 第一梯次（規格等同於英國皇家海軍攻擊者級）：
  - 博格號（USS Bogue CVE-9）：在美國原本的造艦規劃中博格號實際上是同級艦中的4號艦，但因為前三艘同級艦在完工後全都移交給英國皇家海軍使用，使得博格號成為首艘在美國海軍艦隊服役的同級艦，並以本艦作為艦級命名。
  - 卡德號（USS Card CVE-11）
  - 科伯希號（USS Copahee CVE-12）
  - 科爾號（USS Core CVE-13）
  - 拿騷號（USS Nassau CVE -16）
  - 奧塔瑪哈號（USS Altamaha CVE-18）
  - 巴恩斯號（USS Barnes CVE-20）
  - 布洛克島號（USS Block Island CVE-21）
  - 布雷頓號（USS Breton CVE-23）
  - 克羅坦號（USS Croatan CVE-25）
- 第二梯次（規格等同於英國皇家海軍統治者級）：
  - 威廉王子號（USS Prince William CVE-31）

## 基本資料
- 全長：151.2米
- 艦闊：21.2米
- 飛行甲板闊：34米
- 吃水：7.9米
- 基本排水量：7,800噸
- 滿載排水量：15,400噸
- 動力：1部總馬力8,500匹馬力蒸汽鍋爐
- 最快航速L：18節
- 航程：26,300海里（15節）

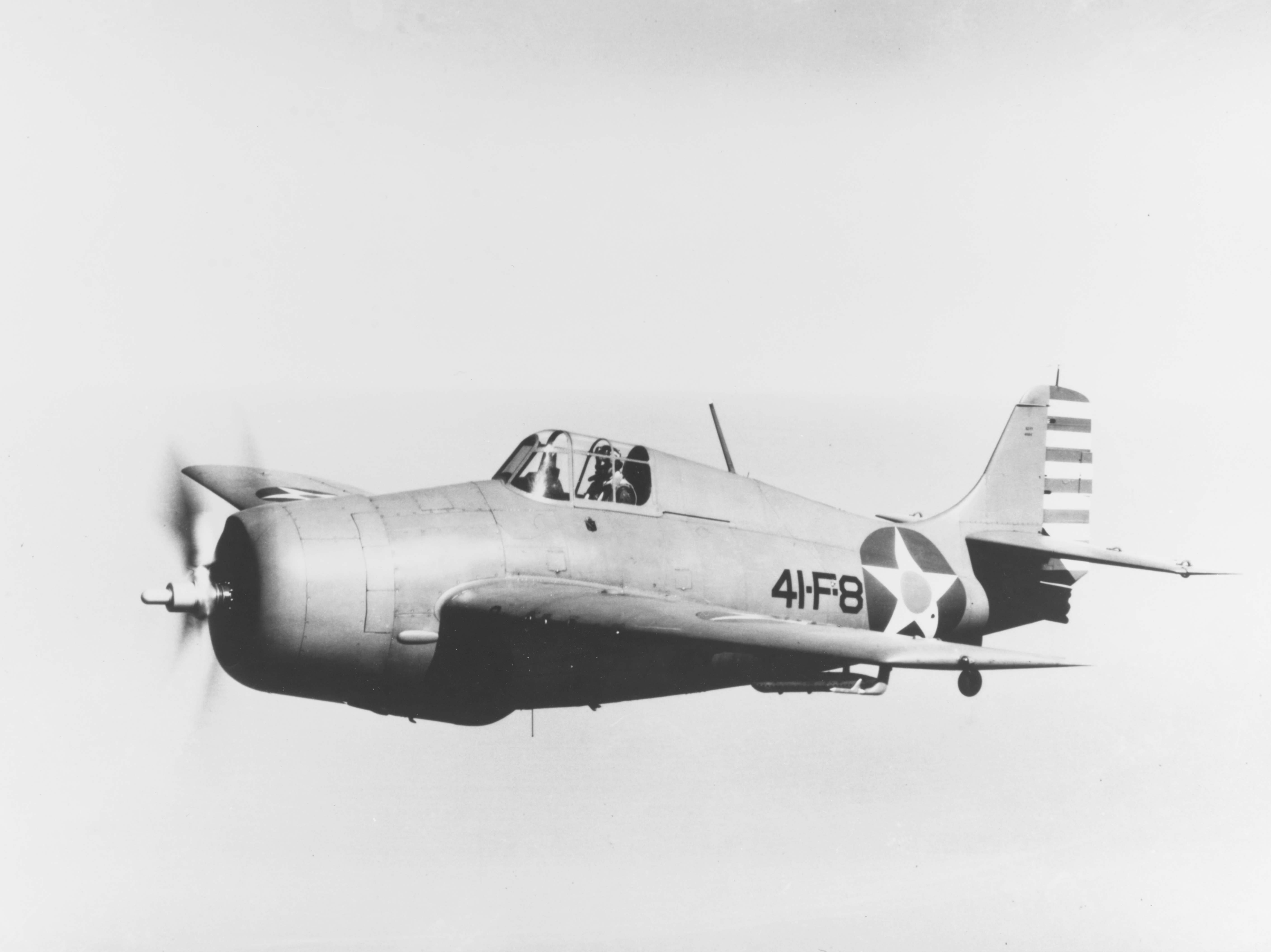
博格级可搭載12架F4F「野貓」式艦載戰鬥機

- 武裝：2座127毫米口徑防空高射炮，4門40毫米口徑雙聯裝機炮，14門20毫米口徑機炮
- 乘員：890人
- 艦載機：24架艦載機